# Adaam
Adaam, pseudonimo di Adam Lumbrar Pérez Jakobsson (Märsta, 7 settembre 2002), è un rapper svedese di origini cileno-afroamericane.

## Biografia
Adaam ha lanciato la propria attività musicale con l'album in studio Topboy (2021), entrato in top ten nella Sverigetopplistan. Col disco successivo, Myror i brallan (2022), è riuscito a impadronirsi del vertice della classifica; esso include il brano Birthday, disco d'oro e classificatosi 3º nella hit parade nazionale.
Trapen till radion, reso disponibile per il consumo a partire dal luglio 2023, si è collocato anch'esso in cima alla graduatoria svedese. Ha collezionato quattro dischi d'oro e nove di platino, equivalenti a 900 000 unità di vendita certificate dalla IFPI Sverige.
È stato candidato per la prima volta ai Grammis nell'edizione del 2022, occasione in cui si è conteso il riconoscimento alla canzone dell'anno per Topp. Alla cerimonia successiva si è aggiudicato il trofeo nella medesima categoria per Fakka ur.

## Discografia

### Album in studio
- 2021 – Topboy
- 2022 – Myror i brallan
- 2023 – Trapen till radion

### Album dal vivo
- 2024 – Grönan Live

### EP
- 2019 – Grindar
- 2020 – Ordnade detta

### Singoli
- 2018 – Trapstar
- 2018 – Wave (con Dan feat. D50)
- 2019 – Konst från betong
- 2019 – Hey chica (feat. Dan)
- 2019 – La vida
- 2019 – Garaget (feat. D50)
- 2020 – Pull Up
- 2020 – Intro (Vae de frågan om)
- 2020 – Nuförtiden (con VC Barre)
- 2020 – Ballin (con B.Baby e Buddha Vybez)
- 2020 – Selfies (feat. DnoteOnDaBeat)
- 2020 – Kmr ihåg
- 2020 – Grindar 2 (feat. VC Barre)
- 2020 – Is i orden (con DnoteOnDaBeat)
- 2020 – Magic (con Grid Gang e Castrox)
- 2021 – Känslorna dansar
- 2021 – Tornade
- 2021 – A.D.A.M
- 2021 – V.C (con Dan)
- 2021 – Topp (con VC Barre)
- 2021 – Dansa (con Einár)
- 2021 – Hundred (con Marti)
- 2021 – Gone for the Night (con Delara e Robbz x Brookz)
- 2022 – Flappy Bird (con KD)
- 2022 – Fakka ur (con Loam)
- 2022 – Absolut (con Lolo)
- 2022 – 2A (con Philippe e Fu3go)
- 2022 – Block Party (con i Ballinciaga)
- 2022 – Basement (con Mackan)
- 2022 – Södermalm (feat. Philippe & Takenoelz)
- 2022 – Love & Toxic? (con Robbz x Brookz e Kayen)
- 2022 – Wish List
- 2023 – Flex (con Kairo Keyz)
- 2023 – Pick Me Up (feat. Trobi)
- 2023 – Axar (con Icekiid e William feat. Pablo Paz & Takenoelz)
- 2023 – 17 (feat. Pablo Paz & Takenoelz)
- 2023 – Rockare (feat. VC Barre)
- 2023 – Ride with Me (feat. Fu3go & Pablo Paz)
- 2023 – Good Vibes Only (con Sebastian Stakset)
- 2023 – Tar det tillbaka igen (con Petter)
- 2023 – Durackord (con i Tjuvjakt)
- 2023 – Bonanza (con 25 e Kayen)
- 2023 – Tankeläsare (con Mohelá)
- 2023 – Young Thug på 1M (con Dani M e Dan)
- 2024 – Person i nöden
- 2024 – Limousine (con Makar e Ilo 7araga)
- 2024 – Dårhus
- 2024 – Sahbi (con Dizzy e Trobi)
- 2024 – Casanova (con Soolking)
- 2025 – Fiesta (con Sweyway)
- 2025 – Håller mig själv (con Greekazo)
- 2025 – Trending (con Greekazo)
- 2025 – Ela ela (con Greekazo)